# Dân ca, dân vũ Đông Anh
Dân ca Đông Anh hay Dân ca, dân vũ Đông Anh hay ngũ trò Viên Khê là hệ thống các trò diễn xướng đi kèm các bài dân ca, lưu hành tại thôn Viên Khê, xã Đông Khê (trước đây thuộc xã Đông Anh cũ) và vùng phụ cận, thuộc thành phố Thanh Hóa, tỉnh Thanh Hóa, Việt Nam. Các trò diễn Đông Anh được xếp vào các hình thức diễn xướng dân gian tiêu biểu của xứ Thanh, cùng với tổ khúc hò sông Mã và trò Xuân Phả. Các trò diễn Đông Anh phản ánh đời sống sinh hoạt và tâm tư tình cảm của người nông dân Việt Nam xưa. Những lời ca như: Lên chùa bẻ một cành sen/ Ăn cơm bằng đèn đi cấy sáng trăng... đã trở nên quen thuộc với nhiều người dân Việt Nam.
Ngũ trò Viên Khê đã được Bộ Văn hóa, Thể thao và Du lịch Việt Nam công nhận là di sản văn hóa phi vật thể cấp quốc gia từ ngày 11 tháng 9 năm 2017.

## Phạm vi

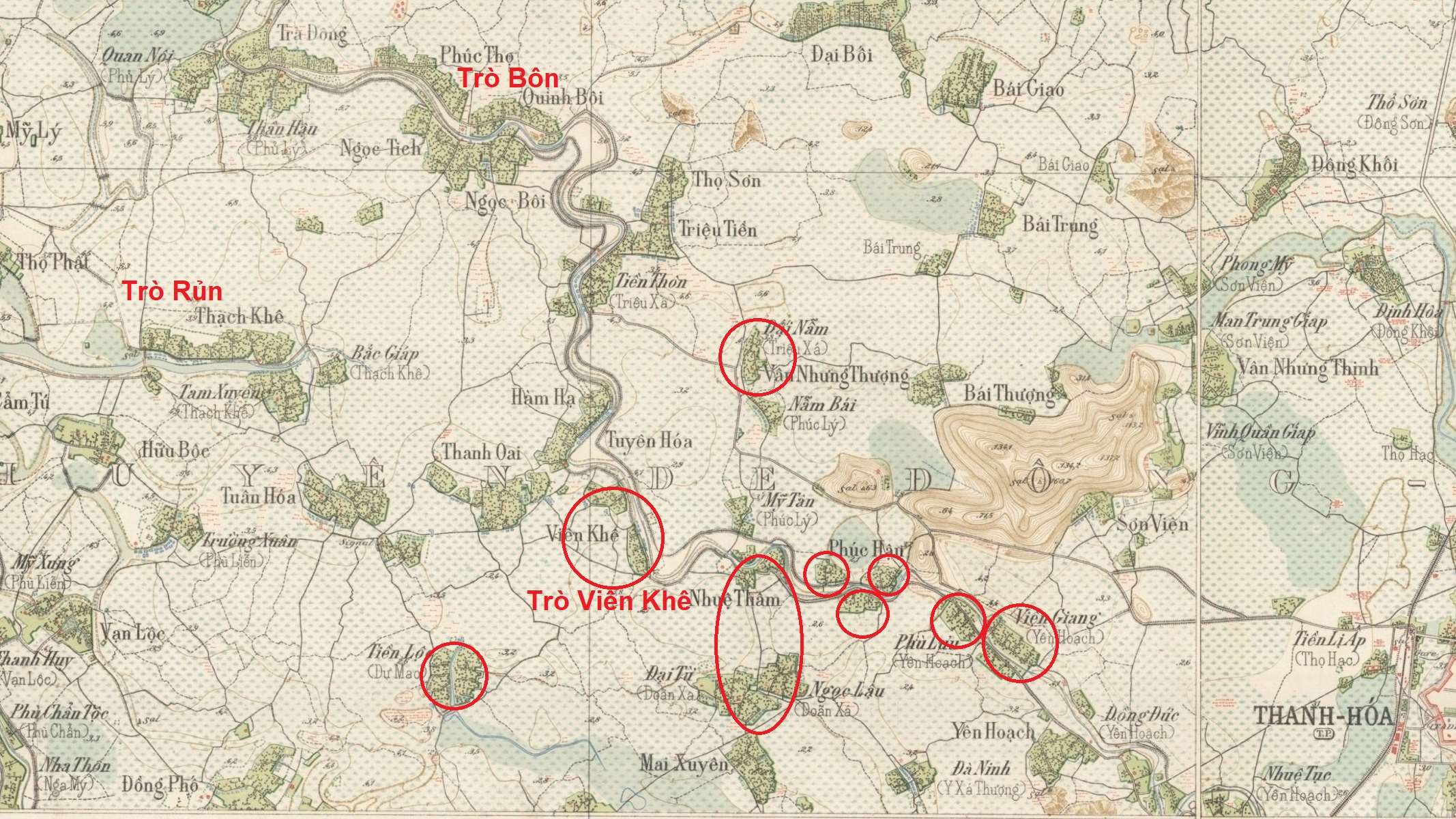
Các điểm lưu hành Dân ca Đông Anh (trò Viên Khê) và tương quan với trò Rủn, trò Bôn